# Фляксбергер, Константин Андреевич
Константин Андреевич Фляксбергер (23 августа [5 сентября] 1880 — 13 сентября 1942) — российский биолог, исследователь пшеницы.

## Биография
Родился 23 августа (5 сентября) 1880 года в Гродно в немецкой семье мелкого чиновника.
В 1903 году поступил в Императорский Юрьевский университет (Юрьев, ныне — Тарту, Эстония).
Научный руководитель — ботаник-географ, систематик, член-корреспондент С.-Петербургской Императорской академии наук Н. И. Кузнецов.
Проходил стажировку в Ботанической лаборатории Варшавского Императорского университета у профессора Д. И. Ивановского.
После окончания института по рекомендации Н. И. Кузнецова поступил c 1 сентября 1907 года в Бюро по прикладной ботанике в Санкт-Петербурге к Р. Э. Регелю, где проработал почти 35 лет.
В 1908 году выпустил авторский перевод «Определитель разновидностей настоящих хлебов по Кернике». В дальнейшем участвовал в экспедициях по Российской империи и полевом изучении пшеницы в различных губерниях России (Лифляндская, Тифлисская, Курская, Петрокоская, Елизаветпольская и другие), которое заключалось в опытных посевах с целью определения урожайности, особенностей зимовки и времени прохождения фаз развития пшеницы. На протяжении научной биографии, в том числе и в советское время, занимался научной классификацией и систематизацией сортов пшениц, преподавательской работой.
В июне 1936 года получил ученые степени доктора биологических и сельскохозяйственных наук по разделу систематики и биологии хлебных злаков от Президиума ВАСХНИЛ без защиты диссертации.
В первые дни Великой Отечественной войны — 28 июня 1941 г. арестован вместе с Н. В. Ковалевым, А. И. Мальцевым и Г. А. Левитским) по обвинению по статьям 58-7 и 58-11 УК РСФСР. В июле 1941 года этапирован в тюрьму города Златоуст (Челябинская область), скончался 13 сентября 1942 года в тюремной больнице, согласно акту о смерти, от «истощения и старческой дряхлости». Реабилитирован постановлением прокуратуры города Ленинграда от 17 декабря 1955 года за недоказанностью улик, а в марте 1989 года — за отсутствием состава преступления.

## Публикации
- Фляксбергер К. А. Водяные устьица нового типа у Lobelloideae // Протоколы о-ва естествоиспытателей при Юрьевском ун-те. 1906. Т. 15. № 3. С. 119—133.
- Фляксбергер К. А. Определитель разновидностей настоящих хлебов по Кёрнике // Тр. Бюро по прикл. ботанике. 1908а. Т. 1. № 3/4. С. 95-137.
- Фляксбергер К. А. О пшеницах Томской губернии // Тр. Бюро по прикл. ботанике. 1908б. Т. 1. № 7/8. С. 187—222.
- Фляксбергер К. А. О разновидностях пшениц на сельскохозяйственных выставках в Полтаве, Ростове-на-Дону и в Ташкенте в 1909 г. // Тр. Бюро по прикл. ботанике. 1909. Т. 2. № 12. С. 671—683.
- Фляксбергер К. А. Материал к измерению листьев Cyclamen сoum Mill. var. abchasica Medw. // Тр. Ботанического сада Императорского Юрьевского ун-та. 1910а. Т. 11. С. 203—207.
- Фляксбергер К. А. Разновидности пшениц в Семиреченской области // Тр. Бюро по прикл. ботанике. 1910б. Т. 3. № 3/4. С. 62-165.
- Фляксбергер К. А. Важнейшие разновидности пшениц России // Тр. Бюро по прикл. ботанике. 1910в. Т. 3. № 6. С. 215—228.
- Фляксбергер К. А. К вопросу о скороспелости хлебов // Тр. Бюро по прикл. ботанике. 1910 г. Т. 3. № 2. С. 41-43.
- Фляксбергер К. А. Статистические исследования Paris incompleta M. B. // Тр. Ботанического сада Императорского Юрьевского ун-та. 1911. Т. 12. С. 319—336.
- Фляксбергер К. А. Формы пшениц и ячменей Якутской области // Тр. Бюро по прикл. ботанике. 1912а. Т. 5. № 8. С. 261—274.
- Фляксбергер К. А. Инструкция по сбору культурных растений // Сб. инструкций и программ для участников экскурсий в Сибирь. 1912б. Изд. 1. С. 102—105.
- Фляксбергер К. А. Необходимость классификации пшениц для практических целей // Тр. Бюро по прикл. ботанике. 1912в. Т. 5. № 2. Прилож. 5. 16 с.
- Фляксбергер К. А. К вопросу о засухоустойчивых формах пшеницы // Тр. Бюро по прикл. ботанике. 1912 г. Т. 5. № 1. С. 25-32.
- Фляксбергер К. А. Обзор разновидностей пшениц Сибири // Тр. Бюро по прикл. ботанике. 1915а. Т. 8. № 7. С. 857—862.
- Фляксбергер К. А. Определитель пшениц // Тр. Бюро по прикл. ботанике. 1915б. Т. 8. № 1/2. С. 9-210.
- Фляксбергер К. А. Пшеницы России. Пг., 1917. 62 с. Фляксбергер К. А. Определитель настоящих хлебов. Пг.: Новая деревня, 1922. 120 с.
- Фляксбергер К. А. Надежда Степановна Ковалевская // Тр. по прикл. ботан. и селекции. 1922/1923а. Вып. 3. С. 128—129.
- Фляксбергер К. А. Некоторые указания к сбору материалов по возделываемым растениям для научно-прикладных целей // Тр. по прикл. ботан. и селекции. 1922/1923б. Т. 13. № 3. С. 117—127.
- Фляксбергер К. А. Прикладная ботаника и агрономические знания // Природа. 1923а. № 7/12. С. 57-76.
- Фляксбергер К. А. Из работ отдела прикладной ботаники и селекции за последние месяцы // Изв. ГИОА. 1923б. Т. 1. № 1. С. 14-18.
- Фляксбергер К. А. Из работ отдела прикладной ботаники и селекции. Посев пшеницы земного шара на Кубани // Изв. ГИОА. 1924. Т. 2. № 4/5. С. 158—160.
- Фляксбергер К. А. Из работ отдела прикладной ботаники и селекции. Посев пшениц из всех стран земного шара в 1924/25 и 1925 г. // Изв. ГИОА. 1925. Т. 3. № 1. С. 1.
- Фляксбергер К. А. Хлебные зерна из Ковшаровского городища, Гриневской волости, Смоленского уезда // Научные известия Смоленского ун-та. 1926а. Т. 3. Вып. 3.
- Фляксбергер К. А. К изучению диких однозернянок и двузернянок и их филогенетической связи между собой и с культурными // Тр. по прикл. ботан. и селекции. 1926б. Т. 16. № 3. С. 201—234.
- Фляксбергер К. А. Отдел прикладной ботаники и селекции // Изв. ГИОА. 1927. Т. 5. № 1. С. 18-30.
- Фляксбергер К. А. Древнеегипетская и современная полбы-эммеры (Triticum dicoccum Schrnk) // Тр. по прикл. ботан., генет. и селекции. 1928а. Т. 19. № 1. С. 497—518.
- Фляксбергер К. А. Полба // Природа. 1928б. № 11. Стб. 999—1003.
- Фляксбергер К. А. Об искусственной и естественной системе пшениц // 3-й Всесоюз. съезд ботаников / Под ред. Н. Н. Иванова, В. А. Кузнецова. Л., 1928в. Секция 7. Прикладная ботаника. С. 314—315.
- Фляксбергер К. А. Об искусственной и естественной классификации пшениц // Изв. ГИОА. 1928 г. Т. 6. № 2. С. 36-51.
- Фляксбергер К. А. Пшеницы разных стран в заграничных гербариях и коллекциях // Тр. по прикл. ботан., генет. и селекции. 1929а. Т. 21. № 5. С. 451—486.
- Фляксбергер К. А. Семена культурных растений VI—VIII в. из-под Минска // Природа. 1929б. № 5. Стб. 470—471.
- Фляксбергер К. А. О вхождении пшеницы в культуру // Природа. 1929в. № 11. Стб. 965—971.
- Фляксбергер К. А. Мутация и изомерия // Природа. 1929 г. № 10. С. 878—887.
- Фляксбергер К. А. Пшеницы-двуручки // Изв. ГИОА. 1929д. Т. 7. № 3/4. С. 255—261.
- Фляксбергер К. А. Пшеница в мировом аспекте // Достижения и перспективы в области прикладной ботаники, селекции и генетики. Л.: Изд. ВИПБиНК и ГИОА, 1929-е. С. 199—214.
- Фляксбергер К. А. Грегор Мендель и его законы наследственности // Мендель Г. Полное собрание биологических работ (перевод К. А. Фляксбергера). Классики мировой науки, 1929ж. Кн. 6. С. 5-10.
- Фляксбергер К. А., Якубцинер М. М. Новые пути селекции пшеницы в СССР // Техника соц. земледелия. 1931. № 6. С. 6-9.
- Фляксбергер К. А. Система пшениц и скрещивания географически отдаленных форм // Природа. 1934. № 4. С. 85-90.
- Культурная флора СССР / Под рук-вом Н. И. Вавилова, ред. Е. В. Вульф. — М.-Л. : Государственное издательство колхозной и совхозной литературы, 1935. — Т. 1. Хлебные злаки. Пшеница / ред. тома К. А. Фляксбергер общая часть Р. Ю. Рожевиц. — 435 с. — 8200 экз.
- Фляксбергер К. А., Мельников А. О прорастании 1000-летних зерен пшеницы // Проблемы истории докапиталистических обществ. 1935. № 9/10. С. 191—194.
- Фляксбергер К. А. Пшеницы. М.; Л.: ОГИЗ, 1935б. 261 с.
- Фляксбергер К. А. История пшеницы. Тезисы к докладу на научной сессии Ленинградского сельскохозяйственного института. 1939а. (рукопись, из библиотеки Ф. Х. Бахтеева).
- Фляксбергер К. А. Triticum L. pr.p. Пшеница // Определитель настоящих хлебов (Пшеница, рожь, ячмень, овес). М.; Л.: ГИЗ колх. и совх. лит-ры, 1939б. С. 11-236.
- Фляксбергер К. А. О пшеницах в Западной Украине и в Западной Белоруссии // Вестн. соц. растениеводства. 1940. № 2. С. 40-50

## Память
В честь К. А. Фляксбергера названа
- Пшеница Фляксбергера (Triticum flaksbergeri Navr.)